# Премијер Португалије
Премијер Португала је званична титула шефа владе Португала. Као шеф владе он усклађује рад министара, представља Владу Португала пред другим државним органима, одговоран је Парламенту, и подноси извештај председнику Португала. Не постоји ограничење на број мандата које неко може провести на овој функцији. Премијера на ту функцију именује председник, након парламентарних избора. Углавном вођа партије која је освојила највише посланичких мандата постаје мандатар за састав владе, али је било изузетака.
Назив премијер је званично настао увођењем актуелног Португалског Устава у 1976. По Уставу, који је ступио на снагу након Каранфилске револуције од 25. априла 1974. Тиме је окончана дуга диктатура Антонија Салазара и његовог наследника Марсела Каитана, који су имали звање председника Савета министара. Сама функција премијера је релативно стара, и постојала је и у време Краљевине Португалије.
Званична премијерска резиденција је палата Сао Бенто у Лисабону.